# Estudos britânicos
Estudos britânicos são os estudos acadêmicos do Reino Unido — sua cultura, geografia e história.
A Reino Unido é um tópico significativo porque foi o local da Revolução Industrial; o Império Britânico foi grande e influente na história mundial; e o inglês é agora uma importante língua internacional. O tema é especialmente estudado nos EUA, onde os estudantes geralmente têm uma herança de ascendência britânica, o que incentiva a anglofilia, enquanto a língua compartilhada, o inglês, torna a cultura britânica facilmente acessível.
Na Alemanha, os Estudos Britânicos são uma especialidade da Kulturkunde e da Landeskunde e existe um Jornal para o Estudo das Culturas Britânicas.
Um curso teve início na Universidade do Texas dos Estados Unidos em 1975 e, mais recentemente, cursos foram iniciados em outras universidades, como a de Columbia, Yale e na Faculdade de Estudos Mundiais da Universidade de Teerã.

## Ligaçoes externas
- Conferência Norte-Americana sobre Estudos Britânicos